# Râul Harțag
Râul Harțagu este un curs de apă, afluent al râului Buzău. 

## Hărți
- Harta Siriu - Trasee Montane
- Harta Munții Buzăului [nefuncțională – arhivă]